# Pressurized Mating Adapters

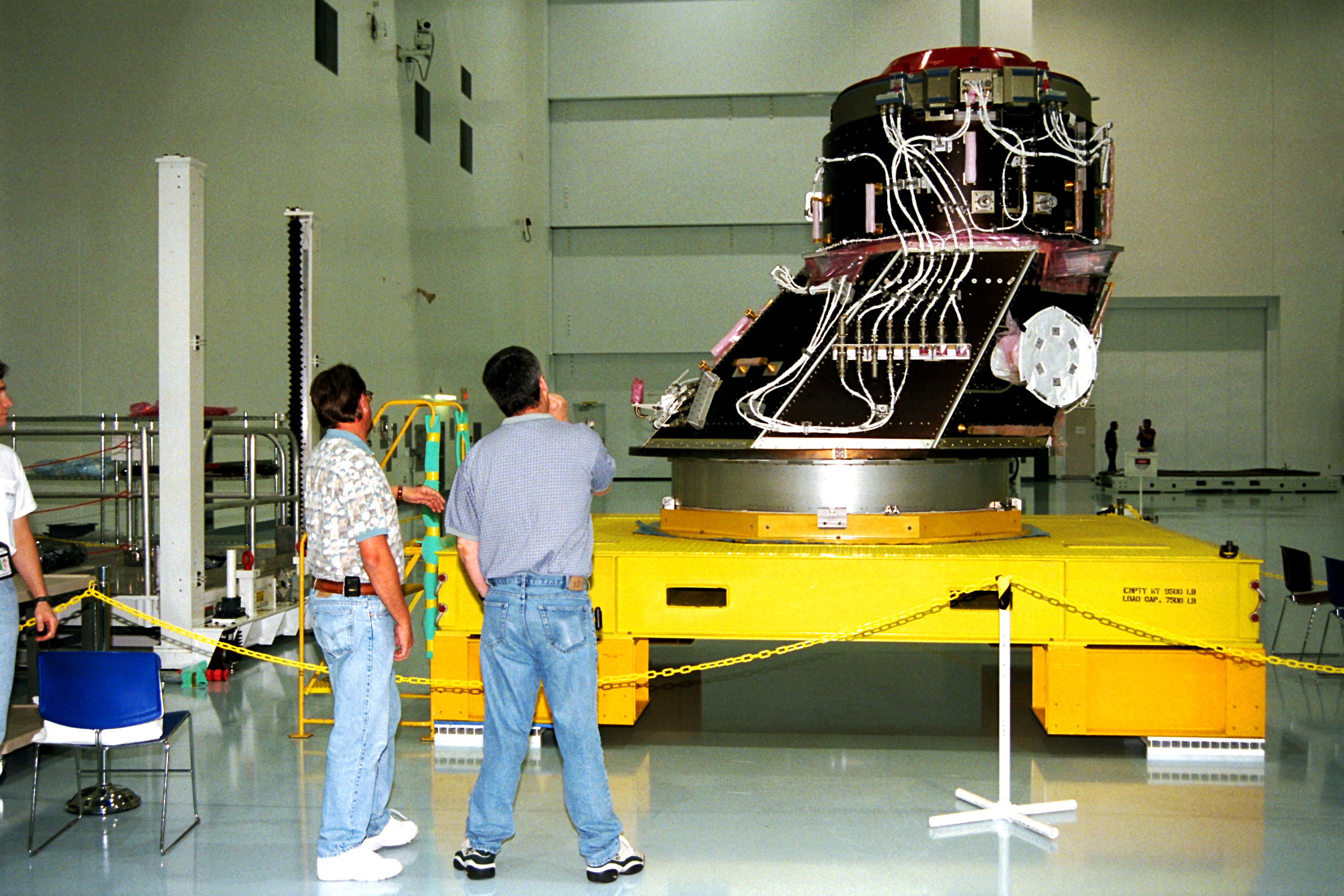
El PMA-3 arribant a les Instal·lacions de Processament de l'Estació Espacial Internacional (NASA).

Adaptadors d'Acoblament pressuritzats, en anglès Pressurized mating Adapters (PMA), és un dispositiu per interconnectar naus espacials i mòduls amb diferents mecanismes d'acoblament usat a l'Estació Espacial Internacional (EEI). Els primers dos PMA van ser llançats amb el mòdul Unity el 1998 a bord de la STS-88. El tercer va ser llançat el 2000 a bord de la STS-92.

## Usos
Cada PMA de l'EEI s'usa de manera diferent, però els tres realitzen les mateixes funcions bàsiques: connectar els ports CBM (Common Berthing Mechanism) d'un mòdul de l'EEI a un port d'acoblament APAS (Androgynous Peripheral Attach System) d'un altre mòdul o nau visitant.
Per això els PMA porten un port passiu CBM i un port passiu AMPA. En el seu interior estan pressuritzats i climatitzats, i a través dels anells d'acoblament així com mitjançant les connexions externes s'aconsegueix la transferència d'energia i comunicacions de dades.

### PMA-1
Aquest va ser un dels primers components de l'Estació Espacial Internacional. Uneix el  costat rus de l'estació amb el costat americà. A la STS-88 la tripulació ús el braç robòtic del transbordador per unir el mòdul de control Zarià al PMA-1, que ja estava connectat al port d'acoblament de popa del Unity. Ara el PMA-1 connecta permanentment aquests primers dos components de l'estació.

### PMA-2

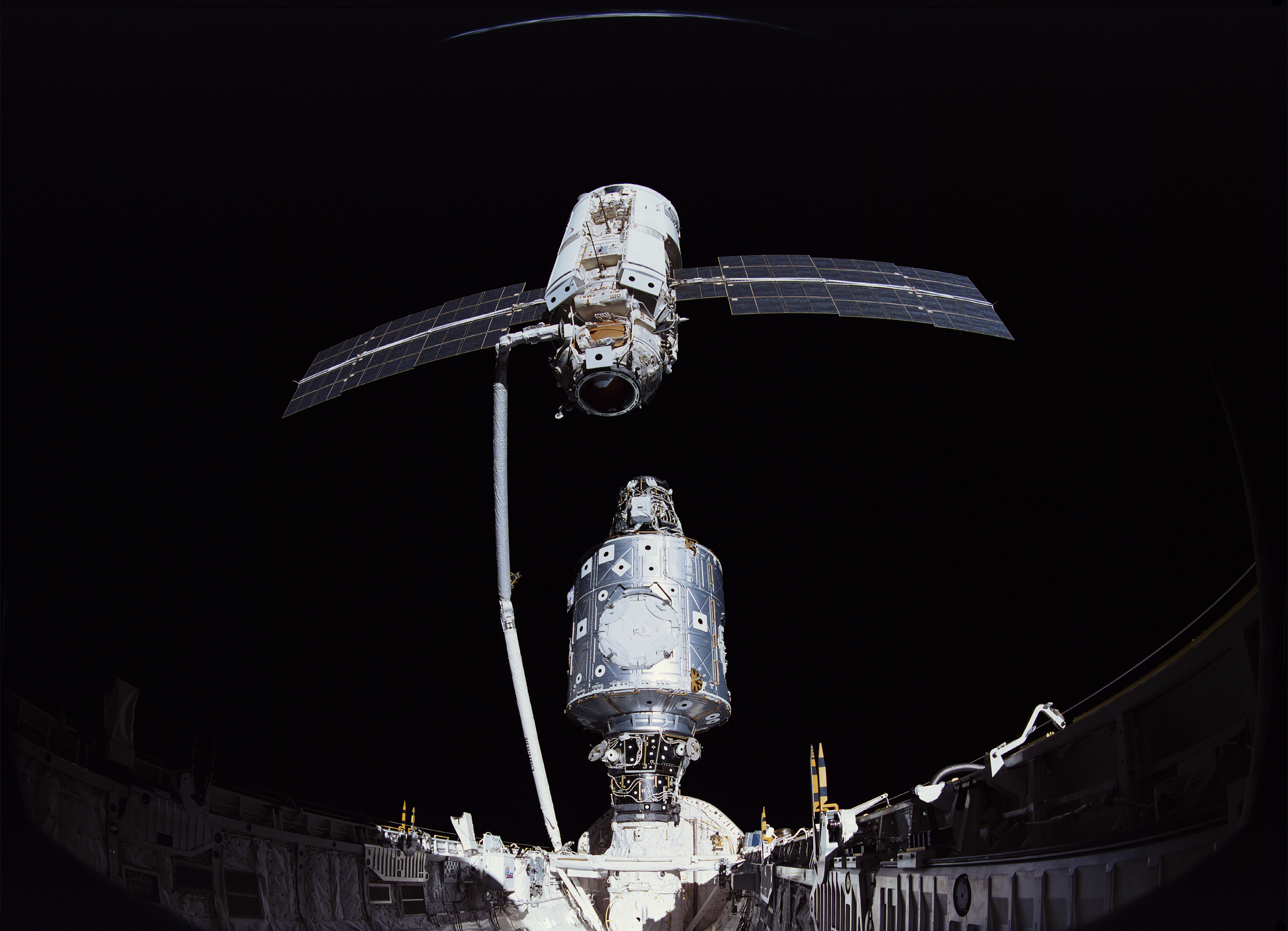
El Unity, acoblat al Endeavour a través del PMA-2, acoblat amb el Zarià pel PMA-1 (NASA).

Actualment el PMA-2 aquesta muntat al port davanter del node de connexió  Harmony, el qual és usat quan el transbordador espacial s'acobla a l'estació. És l'únic PMA que ha estat equipat amb el maquinari SSPTS (Station-to-Shuttle Power Transfer System), que li permet el transbordador romandre acoblat durant més temps a l'estació espacial.
A causa de l'acoblament de l'estació el PMA-2 ha estat desplaçat diverses vegades de lloc. Inicialment estava connectat a l'escotilla davantera de l'  Unity, però amb l'arribada del laboratori Destiny a la STS-98 el febrer de 2001, el Destiny va ser amarrat a aquesta escotilla mentre que el PMA-2 va ser mogut a l'escotilla davantera de l'estructura Z1. Aquest va ser finalment mogut a l'escotilla davantera del "Destiny".
(La retirada del PMA-2 de l' Unity va ser la primera vegada que el Common Berthing Mechanism (CBM) va ser usat per desconnectar dos components de l'EEI.)
Després que la STS-120 portés el Harmony a l'estació l'octubre de 2007, el Canadarm 2 va tornar a moure el PMA-2 fins a la seva posició final en l'escotilla davantera de l'Harmony el 12 de novembre de 2007. L'endemà passat, el paquet combinat de l'Harmony juntament amb el PMA-2 va ser traslladat a la seva posició final, l'escotilla davantera del Destiny. El PMA-2 romandrà amarrat al port davanter de l'Harmony durant el temps restant de l'EEI.
Quan el transbordador s'acobla amb l'estació, la seva aproximació final es realitza a una velocitat de 3 cm per segon. Quant fa contacte amb els pestells del PMA-2 automàticament amarra les dues naus espacials. Quan s'ha aturat el moviment relatiu entre les naus, un astronauta del transbordador replega l'anell d'atracada amb els mecanismes del transbordador, tancant els pestells per assegurar amb fermesa el transbordador a l'estació.")

### PMA-3
L'octubre de 2000 la STS-92 va portar el PMA-3, muntat en un palet per al Spacelab, a l'estació.
Inicialment va ser amarrat a l'escotilla nadir (de cara a la Terra) del Unity. Un mes i mig després, quan la STS-97 va portar l'estructura dels panells solars (l'Estructura P6), l'Endeavour es va acoblar al PMA-3.
També quan la STS-98 va moure el PMA-2 de l'Unity al Destiny, l'Atlantis va ser acoblat al PMA-3.
El març de 2001 el PMA-3 va ser traslladat a l'escotilla del port Unity per la tripulació de la STS-102 per fer lloc per a un MPLM (Mòduls logístics multipropòsit).
El 30 d'agost de 2007 el PMA-3 va ser portat a l'escotilla nadir de l' Unity per fer lloc per a l'acoblament temporal del mòdul Harmony que va ser portat per la STS-120. La seva posició final serà l'escotilla nadir del  Node 3 quan aquesta sigui amarrada al Unity. Una configuració programada per a 2010. Mentre el Node 3 estigui sent afegit a l'EEI, el PMA-3 estarà temporalment acoblat al port nadir de l' Harmony.

## Història
Els adaptadors d'acoblament pressuritzat van ser construïts per Boeing, com era un adaptador similar que permetia el transbordador espacial nord-americà acoblar-se a l'estació espacial russa  Mir.